# توليد الحرارة

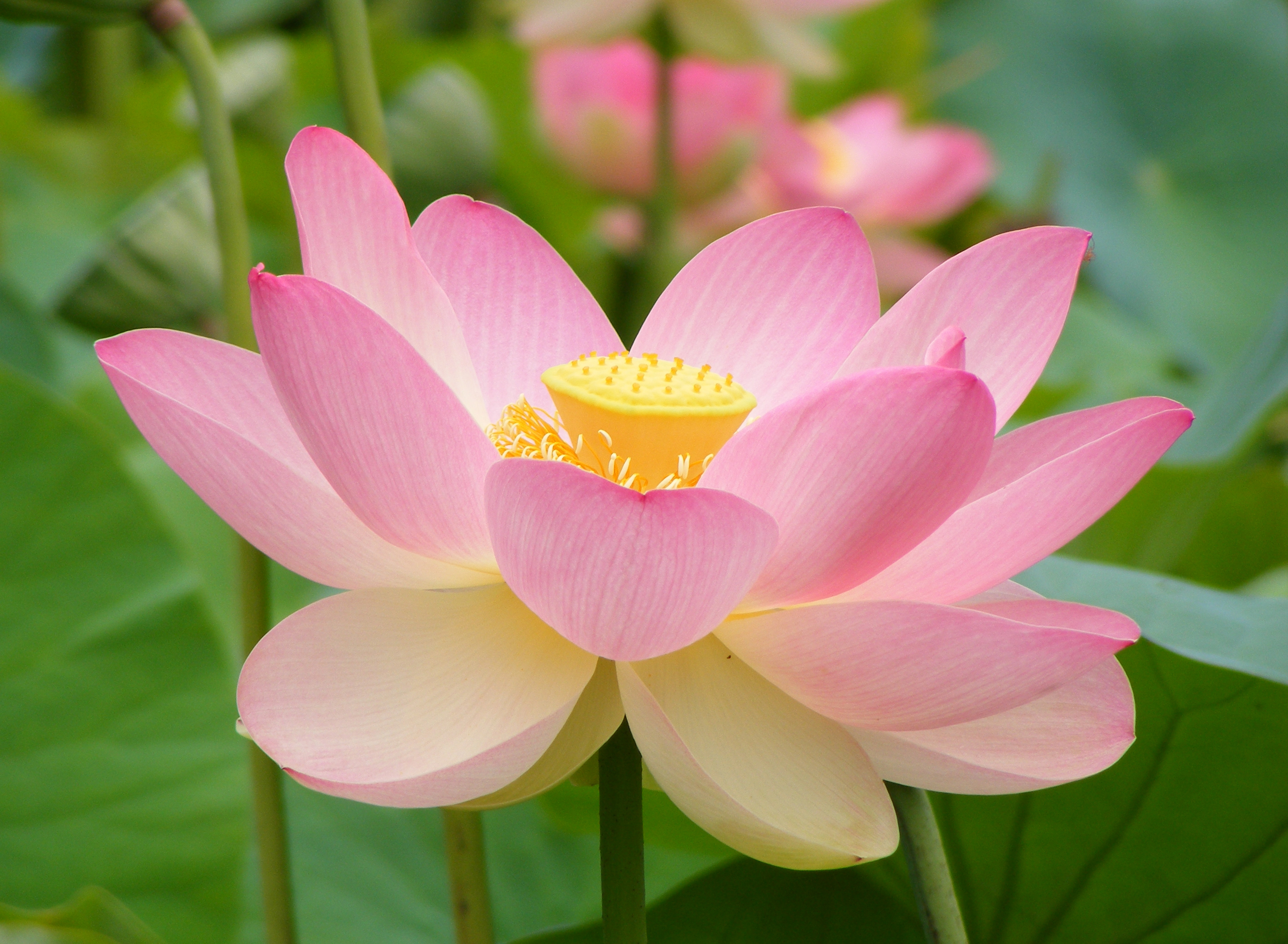

التوليد الحراري أو  توليد الحرارة thermogenesis ، هو إنتاج الحرارة من خلال النشاط الأيضي للكائنات الحية. يتم إنتاج الحرارة كمنتج ثانوي لا مفر منه لعمليات التمثيل الغذائي مثل التمثيل الغذائي للطاقة و الهضم ونشاط العضلات في الحيوانات. بالإضافة إلى ذلك ، هناك مسارات استقلابية خاصة (فصل اقتران التناضح الكيميائي ، و دورات الركيزة ) التي تستخدم فيها الطاقة الكيميائية حصريًا لإنتاج الحرارة.
التوليد الحراري هو أيضا ما يميز بعض المنتجات إلى إنتاج الحرارة ، ويستخدم هذا المصطلح أيضا على الأدوية التي تزيد من الحرارة من خلال تحفيز عملية الأيض في الجسم، أو على الكائنات الحية الدقيقة التي تصنع الحرارة داخل النفايات العضوية. تقريبا يكون رد الفعل الأنزيمي في جسم الإنسان حراريًا ، مما يؤدي إلى ارتفاع معدل الأيض القاعدي.
في رياضة كمال الأجسام، يستخدم الرياضيون الذين يرغبون في فقد الدهون الدهون الحرارية لزيادة معدل الأيض القاعدي، وبالتالي زيادة إنفاقهم على الطاقة في الجسم. لهذا الهدف يتم استخدام الكافيين والإيفيدرين. 2،4-دينيتروفينول (DNP) هو دواء حراري خطير للغاية يستخدم لفقدان الدهون؛ حيث يعطي زيادة تعتمد على الجرعة في درجة حرارة الجسم، إلى النقطة التي يمكن أن تحدث الوفاة بسبب ارتفاع الحرارة. وهو يعمل على فك شفرة التأكسد الميتوكوندريا، مما يعطل سلسلة نقل الإلكترون بالميتوكوندريا. هذا يمنع الميتوكوندريا من إنتاج أدينوسين ثلاثي الفوسفات، وإطلاق الطاقة كحرارة.

## توليد الحرارة في الحيوانات
تمتلك العديد من الفصائل الحيوانية - وخاصة الثدييات والطيور كحيوانات ماصة للحرارة - آليات خاصة للتنظيم الحراري. يمكن تقسيم توليد الحرارة إلى توليد الحرارة العضلي والكيميائي الحيوي. على وجه الخصوص ، غالبًا ما يستخدم مصطلح التوليد الحراري في المنشورات العلمية بالنسبة للتوليد الإضافي للحرارة في الأنسجة الدهنية البنية.

## توليد حراري في العضلات
يتم توليد الحرارة في عضلات الهيكل العظمي أثناء:
- العمل البدني
- شد العضلات
- لارتجاف بسبب البرودة

نظرًا لأن كفاءة العضلات الهيكلية نادرًا ما تتجاوز 20٪ ، يتم تحويل معظم الطاقة المستخدمة في العمل البدني إلى حرارة. دون تبديد من الجسم ، وهذا يؤدي إلى ارتفاع مماثل في درجة الحرارة . إذا تقلصت العضلات بشكل لا إرادي في بيئة باردة أو زاد شد العضلات ، تتولد حرارة دون القيام بأي عمل حركي.
منذ عام 2002 ، تم اقتراح التوليد الحراري للنشاط غير التدريبي (NEAT) باعتباره الطاقة المستخدمة في الأنشطة اليومية التي لا تتعلق بالنوم أو تناول الطعام أو ممارسة الرياضة. تتراكم العديد من الحركات البسيطة ، مثل المشي أو جز العشب أو التململ على مدار اليوم ويزيد تأثيرها الطارد للحرارة من معدل الأيض اليومي.
عندما ترتجف ، تحدث زيادة أخرى في توتر العضلات وصولاً إلى الرعشات المرئية في العضلات. تتعاقد وحدات التحرك المنشطة بشكل مستقل عن بعضها البعض ؛ و تنقبض بالتناوب أثناء الحركة الطبيعية ، في وقت واحد. في حالة الارتجاف ، تتمثل الوظيفة الأساسية لانقباضات العضلات في إنفاق الطاقة لتوليد الحرارة ؛ يمكن أن يصل ناتج الحرارة الذي يمكن تحقيقه بهذه الطريقة إلى أربعة إلى خمسة أضعاف قيمة معدل الأيض الأساسي في البشر بين 320 إلى 400 واط. ويمكن للبشر أن يتحملوا الارتعاش الحقيقي كعمل حيوي شاق لمدة ساعتين كحد أقصى.

## توليد الحرارة البيوكيميائية
تتولد الحرارة أيضا في حالة الراحة (التوليد الحراري الأساسي ، معدل الأيض الأساسي) ، وأي زيادة أخرى في معدل الأيض تؤدي إلى توليد حرارة إضافي. إذا لزم الأمر ، يمكن توليد حرارة إضافية مطلوبة عن طريق حرق الأحماض الدهنية ؛ في الفقاريات يحدث هذا في الكبد - وفي النسيج الدهني البني - إن وجد. ويعتبر إنتاج الحرارة في الأنسجة الدهنية البنية أكثر فعالية بسبب فصله عن تخليق الـ ATP (الجزيئات التي تمد الخلايا بالطاقة) . يتم تحفيز إنتاج ونشاط توليد الحرارة في البروتين غير المترابط في الأنسجة الدهنية البنية عن طريق التحفيز البارد.
في النحل الطنان من جنس "بومبوس" تم اكتشاف دورة ركيزة تعتمد على نشاط إنزيمات الفوسفوفركتوكيناز والفركتوز -1،6-بيسفوسفاتاز . لا تشكل دورات الركيزة أي مستقلبات جديدة ، ولكنها تجري تحللا مائيا hydrolyse لـ أدينوسين ثلاثي الفوسفات ATP الذي هو منتج الطاقة في الخلية الحية، مولدا حرارة. تمكّن الدورة الموصوفة هنا الحيوانات من الوصول إلى درجة حرارة الجسم المطلوبة لطيران الطيور حتى عندما تكون في حالة راحة.

## اقرأ أيضا
- دورة ركيزة
- ثيرموجينين

## الملاحظات
1. ↑  Clapham، J. C.؛ Arch, J.R.S (2007). "Thermogenic and metabolic antiobesity drugs: rationale and opportunities". Diabetes, Obesity & Metabolism. ج. 9 ع. 3: 259–275. DOI:10.1111/j.1463-1326.2006.00608.x.
2. ↑  Yu‑Hua Tseng, Aaron M. Cypess and C. Ronald Kahn. Cellular bioenergetics as a target for obesity therapy. Reviews. Vol. 9. 2010: 465-81.
3. ↑  J. A. Levine: Non-exercise activity thermogenesis (NEAT). In: Best practice & research. Clinical endocrinology & metabolism. Band 16, Nummer 4, Dezember 2002, S. 679–702, دُوِي:10.1053/beem.2002.0227, PMID 12468415 (Review).
4. ↑  J. A. Levine: Non-exercise activity thermogenesis (NEAT). In: Nutrition reviews. Band 62, Nummer 7 Pt 2, Juli 2004, S. S82–S97, دُوِي:10.1111/j.1753-4887.2004.tb00094.x, PMID 15387473 (Review), PDF. نسخة محفوظة 2021-02-12 على موقع واي باك مشين.
5. ↑  Werner Müller, Stephan Frings: Tier- und Humanphysiologie. Springer, Berlin 2007, ISBN 978-3-540-32728-8, S. 258.
6. ↑  Huiyun Liang, Walter Ward: PGC-1alpha: a key regulator of energy metabolism. In: Advan. Physiol. Edu. 30, 2006, S. 145–151. doi:10.1152/advan.00052.2006 نسخة محفوظة [Date missing], at advan.physiology.org.
7. ↑  E. A. Newsholme u. a.: The activities of fructose diphosphatase in flight muscles from the bumble-bee and the role of this enzyme in heat generation. In: Biochem J. 128(1) 1972, S. 89–97. PMID 4343671 ببمد سنترال 1173573.